# Aitolahti gamla kyrka
Aitolahti gamla kyrka är en evangelisk-luthersk kyrkobyggnad i stadsdelen Aitolahti i Tammerfors. Den år 1928 i gråsten och tegel uppförda kyrkan är ritad av Birger Federley. I stilen imiterar den medeltida stenkyrkor. Kyrkan byggdes efter att Aitolahti skildes ut från Messuby som egen kommun år 1924. Kommunen anslöts 1966 till Tammerfors stad, och år 2014 gick församlingen samman med Teisko och Messuby församling.
Kyrkan rymmer 230 personer. Interiören är dekorerad av Kalle Löytänäs målningar. Bakom altaret finns en glasmålning som föreställer den korsfäste Kristus, och har gjorts av Fritz Hilbert. Orgeln med 19 stämmor och pneumatisk traktur är byggd av Kangasala orgelfabrik.
I omedelbar närhet av kyrkan finns en kyrkogård. Verksamheten i kyrkan minskade efter att Aitolahti nya kyrka byggdes 2001.